# Jules Humbert-Droz
Jules Frederic Humbert-Droz (La Chaux-de-Fonds, 23 de setembro de 1891 — La Chaux-de-Fonds, 16 de outubro de 1971) foi um comunista suíço e membro fundador do Partido Comunista da Suíça. Ele foi importante no Comintern na década de 1920 e esteve envolvido na Oposição de direita em 1928. Antes de se tornar comunista, Humbert-Droz era pastor. Tornou-se um social-democrata na década de 1940 e serviu como secretário geral do Partido Social-Democrata da Suíça de 1946 a 1965. 

## Biografia
Nascido em uma família de relojoeiros com algumas crenças socialistas, ele começou a se envolver cada vez mais no movimento esquerdista. Depois de estudar teologia protestante em Neuchâtel, Paris e Berlim, ele escreveu uma tese sobre 'Socialismo e cristianismo'. Ele se tornou pastor em 1914 e começou a escrever no jornal socialista La Sentinelle logo depois. Casou-se com Eugénie Perret em 1916, que o acompanharia em sua vida política com o nome Jenny Humbert-Droz.
Ele se opôs à Primeira Guerra Mundial e se recusou a servir no exército suíço, sendo preso por conta disso. Em 1918, ele recebeu outra sentença por sua participação em uma greve geral. Ele apoiou a revolução bolchevique e, mais tarde em 1921, no terceiro Congresso Internacional do Comintern, Jules Humbert-Droz foi eleito sob proposta do próprio Lenin para secretário da Internacional Comunista. Ele se tornou depois de 1920 um destacado líder no movimento comunista internacional, viajando pelo mundo para organizar as seções nacionais do Comitern. É nesse papel que se desloca a Lisboa em 1922 para solucionar o conflito entre as duas facções dominantes do recém-fundado Partido Comunista Português, encabeçadas respetivamente por Henrique Caetano de Sousa e José Carlos Rates, e para tornar oficial a integração deste partido na Internacional.
Exerceu também algum controle sobre o partido comunista francês e chamou a si mesmo de "o olho de Moscou em Paris". Ele acabou se tornando o primeiro diretor do Secretariado Latino da Internacional Comunista. Ele era um aliado e amigo de Nikolai Bukharin. Após o sexto congresso internacional, Bukharin ficou isolado politicamente e apenas poucas pessoas no aparato de Moscou permaneceram leais a ele, incluindo Humbert-Droz, que eventualmente foi removido de seus cargos. Essa amizade eventualmente acabou. Droz disse em suas memórias públicadas em 1971, que a razão disso foi que, em seu último encontro com Bukharin, ele disse que entrou em contato com Zinoviev e Kamenev para se livrar de Stalin e que eles planejavam usar terror individual (assassinato) contra ele. Humbert-Droz discordou disso, porque achava que esse terror destruiria a liderança bolchevique, e porque ambos conheciam os crimes de que Stalin era capaz. Ele depois voltou a ser membro do Comitê Executivo da Internacional Comunista após se autocríticar e adotar a visão hegemônica no partido. Mas em 1943 ele foi definitivamente expulso do partido comunista suíço. Ciente de seu valor e de sua experiência, o Partido Socialista Suíço o convidou a retornar ao partido. Droz esteve na secretaria central do partido socialista até 1959, depois se aposentou em La Chaux-de-Fonds, mas ainda permaneceu politicamente ativo. Ele militou contra o armamento atômico da Suíça e contribuiu para vários jornais. No final de sua vida escreveu as suas memórias, publicadas entre 1969 e 1973.

### Obras
- L’œil de Moscou à Paris, 1922-1924
- L'origine de l'Internationale communiste de Zimmerwald à Moscou
- Mon Evolution Du Tolstoisme Au Communisme: 1891-1921
- De Lenine à Staline. Dix ans au service de l'Internationale communiste 1921-1931
- Dix Ans de Lutte Antifasciste, 1931-1941
- Le couronnement d'une vie de combat, 1941-1971